# Língua mori
Mori é um termo usado para se referir coletivamente a duas línguas de Celebes Central:  Mori Bawah e  Mori Atas. Às vezes, um terceiro idioma, Padoe, também é incluído.

## História do termo
Originalmente, o termo 'Mori' se referia apenas a certos clãs que viviam no curso superior do rio Laa em Celebes Central, ou seja, os atuais Mori Atas ou povo 'Mori Superior'. Após a imposição do domínio colonial holandês no início do século XX, o nome foi estendido para incluir os povos que viviam a leste ao longo do curso inferior do Laa e na bacia hidrográfica de Tambalako (hoje Mori Bawah ou 'Mori Inferior'), e ao sul, para os povos ao redor Lago Matano (incluindo o Padoe). Embora as línguas dessas áreas fossem diferentes, as pessoas compartilhavam uma cultura semelhante, e naquela época também estavam unidas sob o poderoso governante Marundu.
Nos dias atuais, a situação se inverteu. Hoje, 'Mori' em seu sentido restrito refere-se principalmente à língua Mori Bawah, e ainda mais especificamente ao dialeto Tinompo, que as autoridades coloniais promoveram como um padrão em toda a área..

## Classificação e convergência
Usando o método histórico-comparativo da linguística, Mead demonstrou que há uma divisão de línguas antiga que atravessa a área de Mori.  Mori Atas e Padoe estão mais intimamente relacionados com a língua língua lolaki do que com Mori Bawah, enquanto Mori Bawah compartilha suas afinidades linguísticas mais próximas com  Bungku e outras línguas da costa leste de Celebes, como  Wawonii e  Kulisusu. Essas antigas associações são claras a partir de padrões de mudança de som compartilhada e também são aparentes em conjuntos de pronomes.
Por exemplo, a tabela a seguir lista os pronomes independentes em cinco idiomas. Desta tabela, pode-se ver que os pronomes independentes de Mori Bawah se assemelham aos de Bungku, enquanto os pronomes de Mori Atas e Padoe são mais próximos aos de Tolaki.   
|         | Tolaki   | Padoe  | Mori Atas | Mori Bawah | Bungku |
| ------- | -------- | ------ | --------- | ---------- | ------ |
| 1s      | inaku    | iaku   | iaku      | ongkue     | ngkude |
| 2s      | inggo'o  | iiko   | iiko      | omue       | munde  |
| 3s      | ie'i     | umono  | iwono     | onae       | nade   |
| 1p excl | inggami  | ikami  | ikami     | omami      | mami   |
| 1p incl | inggito  | ikito  | ikito     | ontae      | ntade  |
| 2p      | inggomiu | ikomiu | ikomiu    | omiu       | miu    |
| 3p      | ihiro    | umboro | iworo     | ondae      | ndade  |

À luz de tais diferenças, é improvável que as línguas Mori Atas e Mori Bawah sejam inerentemente inteligíveis. No entanto, por causa de laços culturais, comércio e mistura de suas populações através da imigração local, os Mori Atas e os Mori Bawah estão pelo menos familiarizados com as línguas uns dos outros, e as línguas têm convergido em termos de suas palavras, como pode ser visto em percentagens relativamente altas de similaridade lexical compartilhada.